# Falkensee

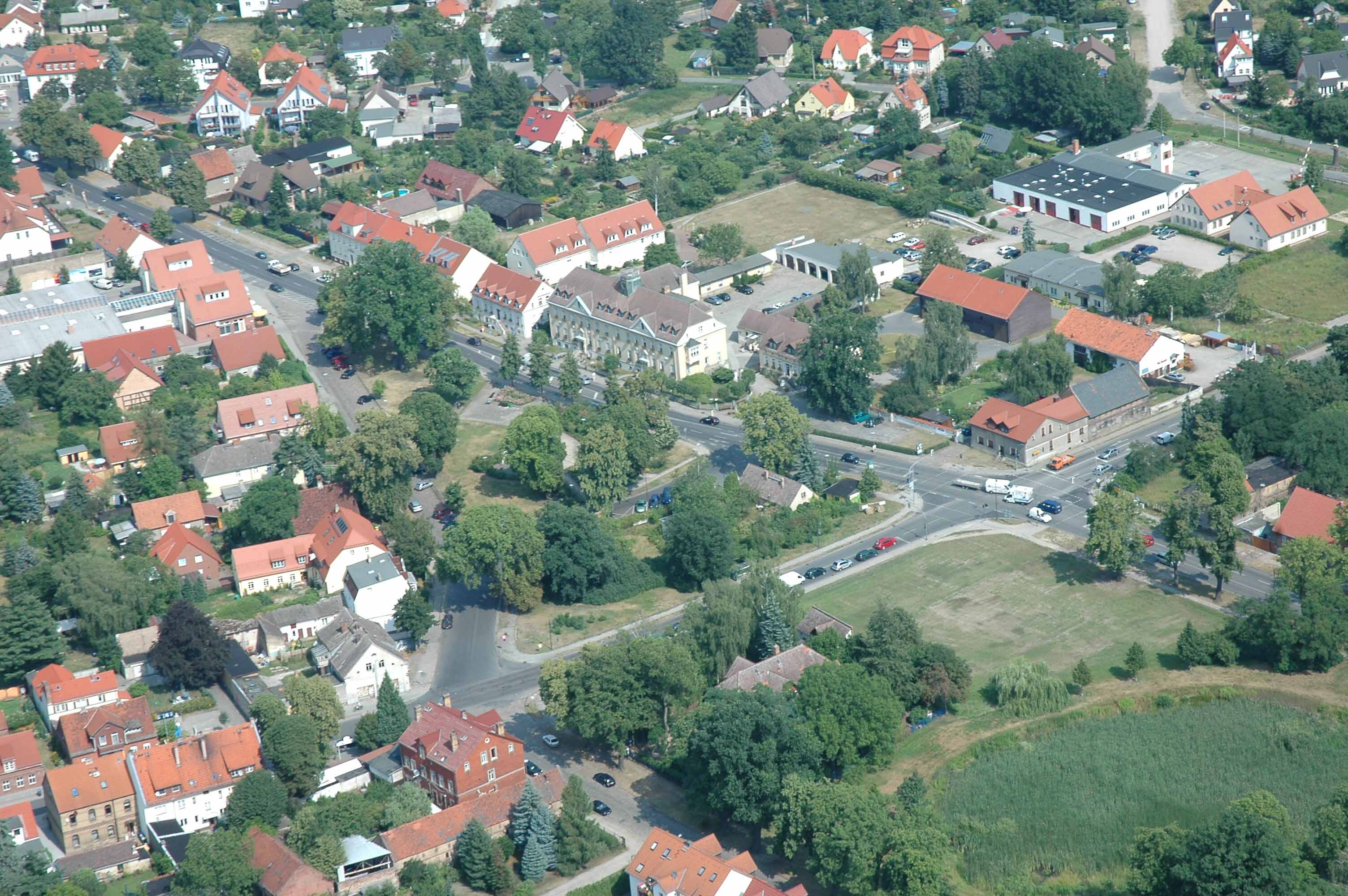
Ortszentrum mit dem Rathaus in der Bildmitte

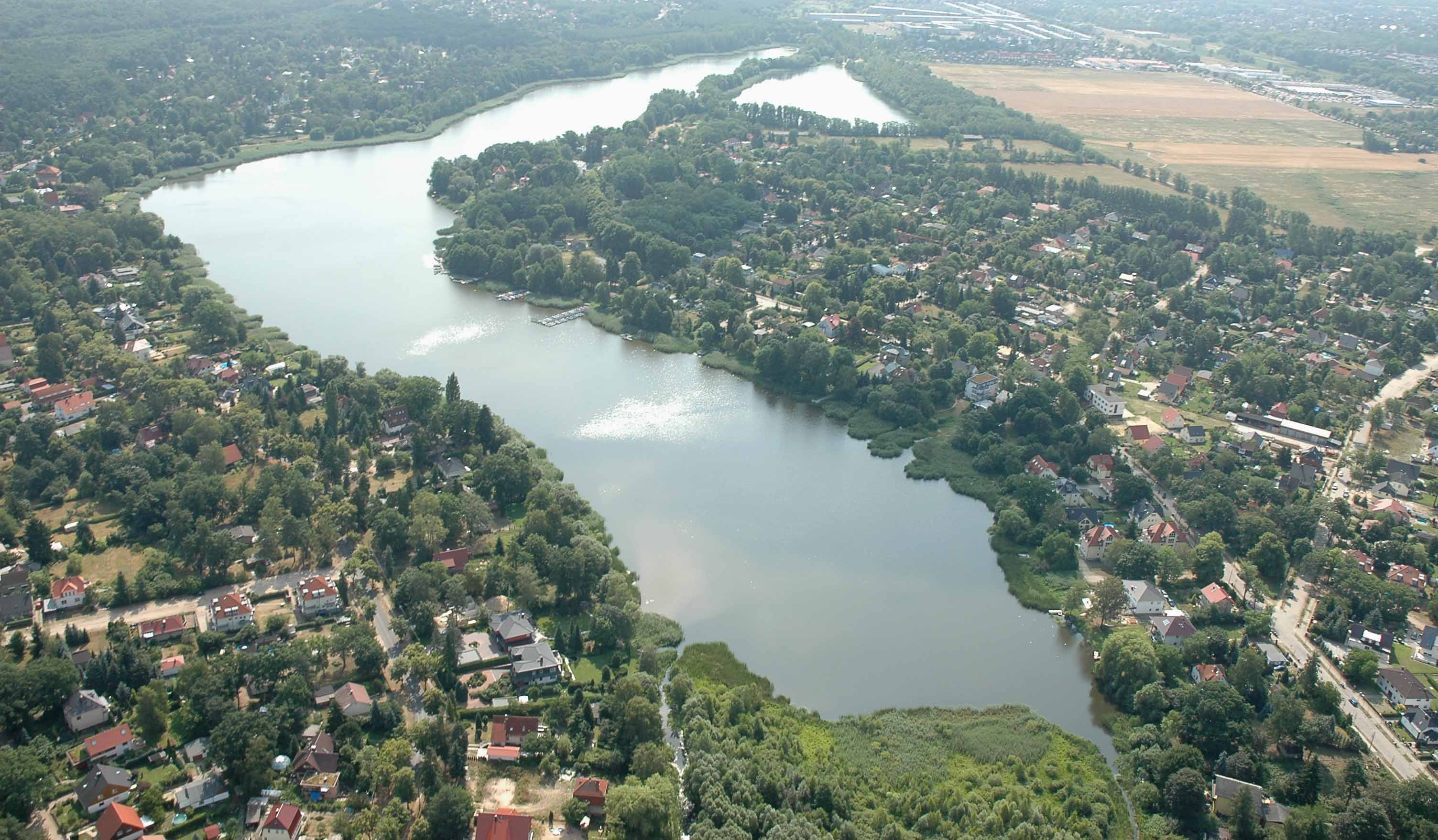
Blick auf den Falkenhagener See

Falkensee ist eine Stadt mit rund 45.000 Einwohnern im Osten des Landkreises Havelland und grenzt direkt an Berlin. Sie ist ein Mittelzentrum in Brandenburg und hat den Status einer Großen kreisangehörigen Stadt.

## Geographie
Falkensee liegt am nordwestlichen Rand Berlins im westlichen Bereich des Warschau-Berliner Urstromtals und im Naturraum der Zehdenick-Spandauer Havelniederung. Im Norden grenzt Falkensee an Schönwalde, im Westen an Brieselang, im Süden an Dallgow-Döberitz, die zum Land Brandenburg gehören. Im Osten grenzt es an die zu Berlin-Spandau gehörenden Ortsteile Falkenhagener Feld und Staaken.
Die Bebauung von Falkensee geht im Osten und Süden nahtlos in die von Berlin-Spandau bzw. Dallgow-Döberitz über. Das größte Gewässer, der Falkenhagener See, liegt im Norden der Stadt.
Der „Scheinwerferberg“ (so wird diese Erhebung seit 1945 im Volksmund genannt) liegt im Nordwesten der Stadt und ist 16 m hoch (50 m über NHN). Es ist eine junge geomorphologische Binnendüne, die am Ende der Weichsel-Kaltzeit entstand.
Die Besiedlungsdichte ist im Vergleich zu Berlin eher niedrig, bedingt durch die an vielen Stellen erhaltene dörfliche Bebauung mit eingestreuten Weiden oder Wiesen und die großen, oft auch von Hochwald bestandenen Villengrundstücke. Aufgrund des vergleichsweise kleinen Stadtgebiets erreicht Falkensee jedoch eine Bevölkerungsdichte von fast 1000 Einwohnern pro Quadratkilometer, das ist der dritthöchste Wert unter den 113 brandenburgischen Städten (hinter Wildau und Teltow), Platz 7 unter den 417 Städten und Gemeinden des Landes und Platz 280 unter den über 11.000 Städten und Gemeinden in Deutschland.

## Stadtgliederung
Falkensee besteht aus den beiden ehemals selbstständigen Dörfern
- Falkenhagen und
- Seegefeld,

zu denen durch spätere Ansiedlungen noch folgende Ortsteile kamen:
- Finkenkrug
- Falkenhöh
- Falkenhain
- Waldheim.

Alle werden heute als Wohnplätze ausgewiesen, ebenso wie Alt Brieselang, Alter Finkenkrug, Damsbrück und Finkenherd.
Alle Ortsteile sind nach 1990 wieder durch entsprechende Ortsteilbeschilderungen gekennzeichnet worden.

## Geschichte

### Ortsname und Aussprache
Der Name ist 1923 bei der Bildung der Gemeinde Falkensee aus den beiden größten eingemeindeten Dörfern Seegefeld und Falkenhagen als Kunstwort zusammengesetzt worden: Falken(hagen)see(gefeld). Der Ortsname wird auf der letzten Silbe betont: Falkensee. Falkenhagen wurde (und wird) auf der vorletzten Silbe betont, Seegefeld auf der ersten. Bei der Aussprache der zusammengefügten Ortsnamen änderte sich somit nichts.

### Ursprünge
Seegefeld wurde erstmals 1265 urkundlich erwähnt, und Falkenhagen ist 1336 in einer Urkunde notiert. Falkenhagen wurde mehrfach von verheerenden Bränden heimgesucht. So brannte es am 12. April 1676 vollständig nieder, 1806 wurde der nördliche Teil durch Feuer zerstört, und 1822 brannte Falkenhagen erneut bis auf wenige Gebäude vollständig ab. Somit liegt die auf Papier aufgezeichnete und früher oder später verbrannte Geschichte des Ortes teilweise im Dunkeln.
Die Gemeinden Seegefeld und Falkenhagen gehörten in der frühen Neuzeit zum Havelländischen Kreis in der Mark Brandenburg, nach der preußischen Kreisreform 1817 dann zum Landkreis Osthavelland im Regierungsbezirk Potsdam der Provinz Brandenburg. Die Gemeinden lagen günstig zwischen dem Sitz der Kreisverwaltung in Nauen und der größten Stadt des Kreises, Spandau.
Im Jahr 1777 wurde der Alte Finkenkrug erbaut, später (bis ins 20. Jahrhundert hinein) eine der beliebtesten Ausflugslokale westlich von Berlin. Im frühen 19. Jahrhundert wurde eine durch Falkenhagen verlaufende Chaussee von Spandau nach Nauen angelegt (der heutige innerörtliche Straßenzug der L 201 Spandauer, Falkenhagener und Nauener Straße). Der Alte Finkenkrug wurde in den letzten Tagen des Zweiten Weltkriegs vollkommen zerstört. Das Gelände ist zu einem Lost Place geworden.

### Eisenbahn und Siedlungsbau
Am 15. Oktober 1846 wurde die schnurgerade durch das heutige Stadtgebiet verlaufende Berlin-Hamburger Bahn eröffnet. 1848 wurde nahe dem Dorf Seegefeld ein provisorischer Bahnhof errichtet, der 1860 durch ein dauerhaftes Bauwerk ersetzt wurde, der heutige Bahnhof Falkensee. Der Bahnhof Finkenkrug wurde 1852 für den Ausflugsverkehr in Betrieb genommen, ab 1891 dann als regelmäßiger Halt für Personenzüge.
Die Bahnhöfe wurden schnell zu Wachstumskernen einer vorstädtischen Entwicklung und die Dörfer zu interessanten Siedlungsflächen für Villen- und Eigenheimkolonien. Seegefeld entwickelte sich durch die Bahnanbindung zum kleinstädtischen Zentrum des heutigen Falkensee, während der Ortskern des benachbarten Falkenhagen erkennbar dörflicher blieb. Der heutige Stadtteil Finkenkrug entwickelte sich völlig neu im Umfeld des gleichnamigen Bahnhofs.
1898 kaufte die Deutsche Ansiedlungsbank den Großteil des zum Rittergut Seegefeld gehörenden Landes und förderte seine Besiedlung. So entstanden die heutigen Ortsteile Neu-Finkenkrug, Neu-Seegefeld und der Stadtteil Waldheim. Im selben Jahr kam Falkenhain und 1902 das Siedlungsgebiet Falkenhagener See hinzu. Um 1920 erfolgte ein erster enormer Bevölkerungszuwachs vor allem aus dem nahen Berlin.
Seit 1908 gab es in den Gemeinden des heutigen Falkensee Straßenbeleuchtung, 1914 wurden sie an das Kreiswasserwerk in Staaken angeschlossen. Seit 1921 galt auf der Bahnstrecke bis Nauen der Berliner Vororttarif, der auch anderswo am Berliner Stadtrand großen Einfluss auf die Siedlungsentwicklung hatte.
Mit dem Groß-Berlin-Gesetz wurden die Gemeinden am 1. April 1920 direkte Nachbarn der Reichshauptstadt Berlin, dem nun die bisherige Nachbargemeinde Staaken und die seit 1887 kreisfreie Stadt Spandau angehörten.
Am 1. April 1923 wurden die bisherigen Landgemeinden Falkenhagen und Seegefeld nach Zustimmung durch das Preußische Staatsministerium zur neuen Landgemeinde Falkensee vereinigt. Am 1. April 1927 wurde der Gutsbezirk Seegefeld aufgelöst und eingemeindet, zum 1. Oktober 1928 folgte der Gutsbezirk Damsbrück.

### Zeit des Nationalsozialismus
Bereits kurz nach der Machtergreifung der NSDAP setzte in Falkensee der Terror gegen Einrichtungen und Vertreter der Arbeiterbewegung ein. So wurde das Vereinsheim des Arbeitersportvereins Fichte in der Nachtigallstraße von einem SA-Sturm in Brand gesetzt, SA-Leute mit Schusswaffen überfielen Mitglieder der KPD. Örtliche Funktionäre der Arbeiterbewegung wie der Sportler und Gemeinderat Oskar Sander wurden verhaftet, misshandelt und in ein KZ verschleppt.
Zu Beginn des Jahres 1943 ließen die Machthaber in der Nähe des Falkenhagener Sees für die sich abzeichnende Luftschlacht um Berlin eine Flakstellung bauen.
1943 wurde am östlichen Stadtrand ein Häftlingslager als Außenlager des KZ Sachsenhausen errichtet (heutige Gedenkstätte an der Hamburger Straße). Ursprünglich war diese Anlage 1938 zur Unterbringung von 650 Bahnarbeitern angelegt worden, bevor sie 1939 an die Heeresverwaltung vermietet wurde, welche die Anlage weiter ausbaute und nördlich der Spandauer Straße ein Lager für Kriegsgefangene errichtete. Während der Zeit des Nationalsozialismus wurden dort bis zu 2.500 größtenteils ausländische Gefangene interniert. Sie verrichteten Zwangsarbeit im RAW der Deutschen Reichsbahn – dem späteren DEMAG-Panzerwerk Albrechtshof (am Seegefelder Weg) – und im umzäunten Barackenlager, das von der SS bewacht wurde. Weil die Gefangenen von den Morden während des Todesmarsches von Häftlingen des KZ-Außenlagers Lieberose zum KZ Sachsenhausen erfahren hatten, weigerten sie sich am 20. April 1945, dem Befehl zur Evakuierung nachzukommen. Nach der Flucht der Wachmannschaften empfingen sie die eintreffenden sowjetischen Truppen als Befreier.
1945 hatte Falkensee 32.000 Einwohner, da zahlreiche ausgebombte Berliner sich in das Umland retteten. Dies war die höchste Einwohnerzahl bis zu diesem Zeitpunkt und für die nächsten 55 Jahre.
Im Museum des Ortes ist eine Lagerglocke aus dem KZ-Außenlager Falkensee ausgestellt.

### Nachkriegszeit und DDR

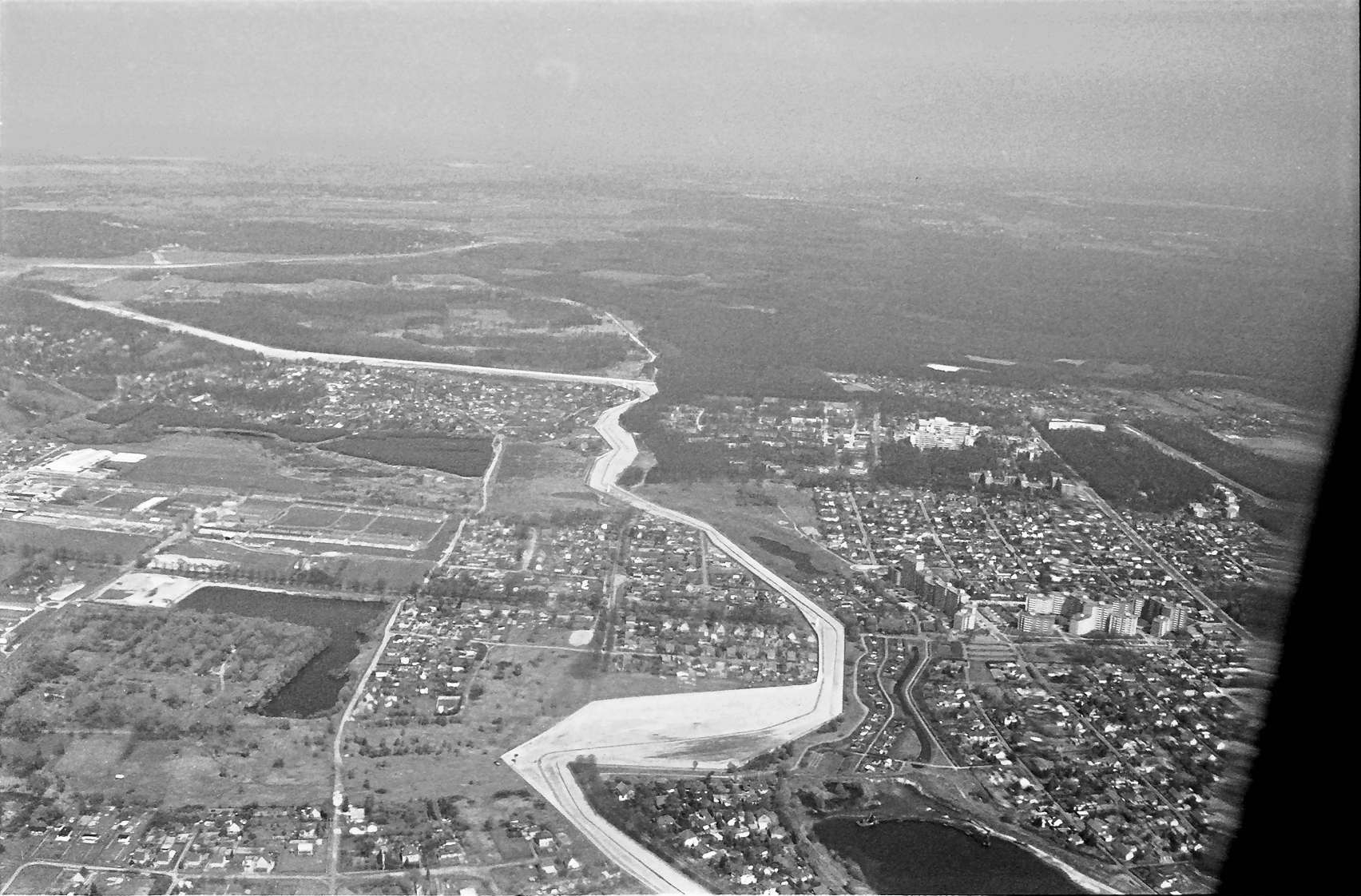
Berliner Mauer zwischen Falkensee (links) und dem West-Berliner Bezirk Spandau, 1987

Nach Kriegsende lag Falkensee direkt an der Grenze zwischen der Sowjetischen Besatzungszone und dem Britischen Sektor Berlins.
Nach der Auflösung des Landes Preußen 1947 wurden die in Deutschland verbliebenen Teile der Provinz Brandenburg zum neuen Land Brandenburg in der Sowjetischen Besatzungszone, ab 1949 der DDR. Mit der Verwaltungsreform 1952 wurden das Land Brandenburg und der Landkreis Osthavelland aufgelöst und Falkensee Teil des Kreises Nauen im neuen Bezirk Potsdam.
1951 wurde Falkensee nach jahrzehntelanger Planung an das Netz der S-Bahn Berlin angeschlossen.
Zur selben Zeit, lange vor dem Mauerbau, begann jedoch bereits der Bau von Verkehrswegen zur westlichen Umgehung von West-Berlin, die den Mauerbau erst möglich machten. Alle drei Verbindungen (Schiene, Straße und Wasserweg) führen unmittelbar westlich an Falkensee vorbei.
- Die erste Maßnahme war der Bau des Havelkanals ab Mai 1951, der bereits im Juni 1952 eröffnet wurde und von Hennigsdorf (Nieder Neuendorf) durch die Falkenseer Nachbargemeinden Brieselang und Wustermark nach Ketzin (Paretz) verläuft und damit Spandau und Potsdam, vor allem aber West-Berliner Territorium umgeht.
- 1953/55 folgte in zwei Abschnitten der Berliner Außenring, der alle auf West-Berlin zulaufenden Bahnstrecken auf DDR-Territorium miteinander verband und somit das Durchfahren der Westsektoren vermeidbar machte. Falkensee erhielt auf dem Außenring einen eigenen Bahnhof, der von 1954 bis 1996 genutzt wurde.
- 1979 folgte schließlich der Westabschnitt (und Ringschluss) des Berliner Rings, der eine Autobahnverbindung von Oranienburg nach Potsdam schuf, parallel zum Havelkanal durch Brieselang und Wustermark.

Die trotz der Zonengrenze immer noch intensiven Verbindungen ins westliche Berlin, vor allem in den Bezirk Spandau, wurden mit dem Bau der Berliner Mauer (13. August 1961) gekappt. In der Folge verlor Falkensee seinen Lagevorteil als Berliner Vorortgemeinde und bestand nun im „Windschatten“ des eingemauerten West-Berlin als relativ großstadtferne Gemeinde weiter. Die Fahrzeit nach Ost-Berlin (über Potsdam und Schönefeld oder über Hohen Neuendorf und Pankow) betrug etwa zwei Stunden. Die exakt zehn Jahre zuvor eröffnete S-Bahn-Strecke nach Falkensee wurde stillgelegt. Nach einem spektakulären Durchbruch der Grenzbefestigung im Bahnhof Albrechtshof am 5. Dezember 1961 wurden auch die Fernbahngleise der Hamburger Bahn gekappt, die Züge nach Hamburg fuhren fortan über Griebnitzsee (Potsdam), ab 1976 über Staaken an der Lehrter Bahn.
Wenige Wochen nach dem Mauerbau, am 7. Oktober 1961, dem zwölften Tag der Republik, erhielt Falkensee Stadtrecht. Die Verleihungsurkunde befindet sich im Museum und Galerie Falkensee. Im selben Jahr wurde das bis dahin als Exklave zum sowjetischen Sektor Berlins gehörende West-Staaken nach Falkensee eingemeindet, 1971 aber wieder als eigenständige Gemeinde ausgegliedert. Die bis dahin zu West-Berlin (Spandau) gehörende Exklave Falkenhagener Wiesen kam 1988 im Rahmen eines Gebietsaustauschs zur DDR und damit zur Stadt Falkensee.
Auf dem weitläufigen Gelände der Berlin-Seegefelder-Industrie AG (BSI), die sich bis 1945 südlich der Bahnstrecke zwischen den heutigen Bahnhöfen Falkensee und Seegefeld befand, arbeiteten nach Gründung der DDR über 30 Jahre der VEB Landmaschinenbau Falkensee/Kombinat Impulsa und das Transformatorenwerk. Heute befinden sich in dem Gewerbegebiet Süd unter anderem ein großer Einkaufsmarkt und neben weiteren kleinen und mittelständischen Unternehmen ein Großhandelsmarkt.

### Nach der Wiedervereinigung

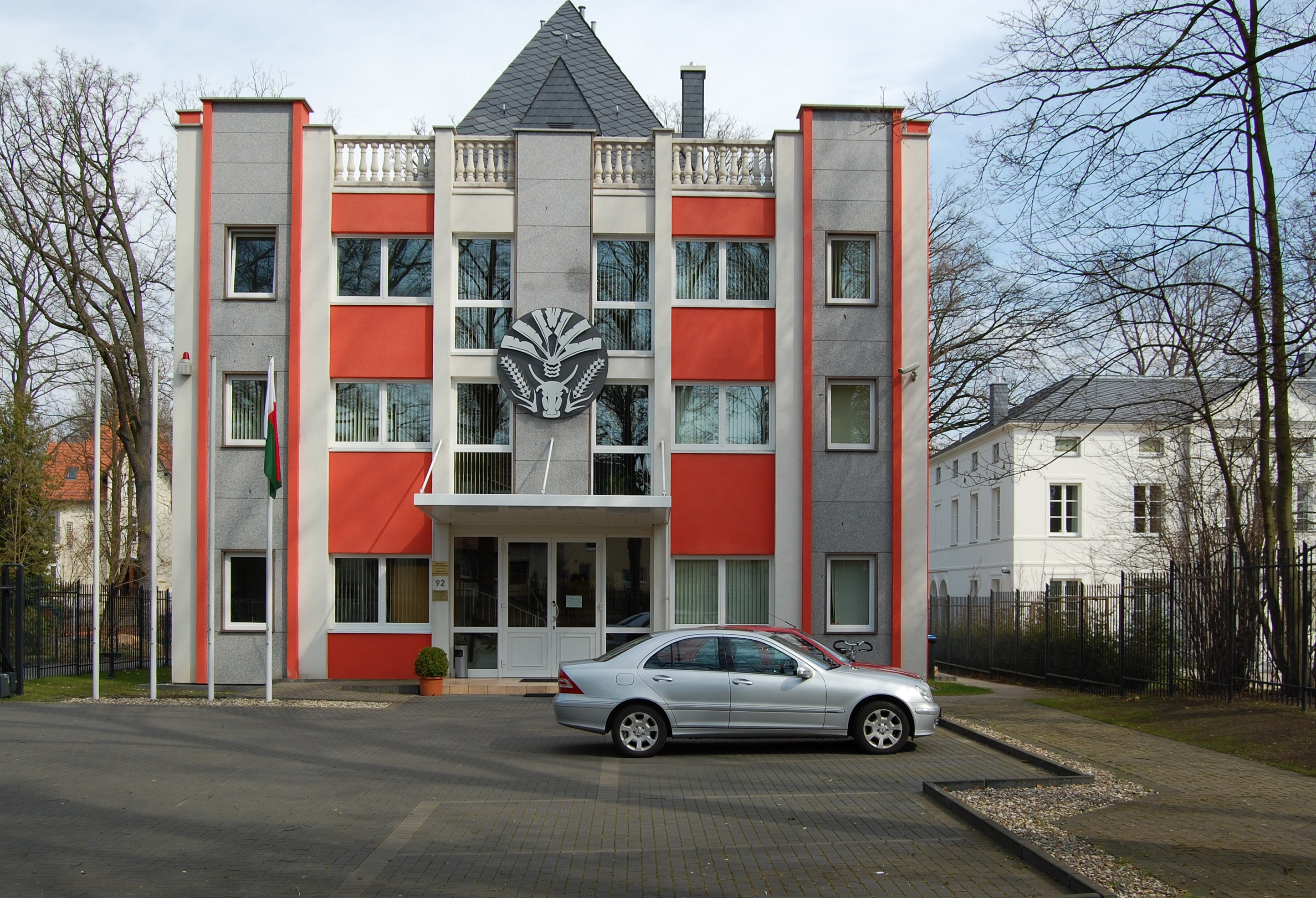
Botschaft von Madagaskar am Falkenhagener See

Nach der Wiedervereinigung erlebte Falkensee einen zweiten starken Bevölkerungszuwachs, vor allem aus den westlichen Bezirken Berlins. In kurzer Zeit verdoppelte die Stadt ihre Einwohnerzahl.
Der DDR-Bezirk Potsdam wurde 1990 mit zwei weiteren zum wiedergegründeten Land Brandenburg. Durch die Kreisreform 1993 wurden die Kreise Nauen und Rathenow zum neuen Landkreis Havelland mit Sitz in Rathenow. Die Wahl des Kreissitzes fiel auf das berlinferne Rathenow, um ein Gegengewicht zum Bevölkerungsschwerpunkt des Landkreises rund um Falkensee und Nauen zu schaffen. Falkensee ist seither jedoch die größte Stadt des Landkreises.
Der ehemalige Schutzstreifen der DDR-Grenze wurde bepflanzt und bebaut, mittlerweile (Stand Anfang 2020er Jahre) ist er nicht mehr überall zu erkennen. Auf dem Berliner-Mauer-Radweg kann auch in Falkensee dem Verlauf der ehemaligen Mauer nachgefahren werden. Auf dem Hof des Heimatmuseums wurde nach vollständigem Abbau der Grenzsicherungsanlagen ein typisches Sperrelement aus dem genannten Mauerabschnitt wieder aufgestellt, jedoch nicht in voller Höhe.
Seit 1992 befindet sich auf dem Gelände des ehemaligen Gefangenenlagers eine Gedenkstätte mit Mahnmalen und mahnenden Kunstwerken, die teilweise von Jugendlichen aus Falkensee und der israelischen Stadt Maʿalot-Tarshiha (es besteht seit 1990 ein Jugendaustausch der beiden Städte) zusammen erstellt wurden.
Auf einem früheren Privatgrundstück am Falkenhagener See wurde 2003 die Botschaft von Madagaskar errichtet.
Der brandenburgische Innenminister verlieh Falkensee mit Wirkung ab 1. Januar 2006 den Status einer Mittleren kreisangehörigen Stadt.

Am 25. Mai 2009 erhielt die Stadt den von der Bundesregierung verliehenen Titel „Ort der Vielfalt“.

## Bevölkerungsentwicklung
Das starke Bevölkerungswachstum von Falkensee resultiert aus seiner Lage im Speckgürtel von Berlin, aber auch aus der Eingemeindung früher selbstständiger Orte.
| Jahr | Einwohner |
| ---- | --------- |
| 1925 | 08.180    |
| 1933 | 15.915    |
| 1939 | 24.824    |

| Jahr | Einwohner |
| ---- | --------- |
| 1946 | 28.275    |
| 1950 | 29.189    |
| 1964 | 29.881    |
| 1971 | 26.007    |
| 1981 | 24.029    |
| 1985 | 23.340    |

| Jahr | Einwohner |
| ---- | --------- |
| 1990 | 22.087    |
| 1995 | 24.273    |
| 2000 | 33.791    |
| 2005 | 38.376    |
| 2010 | 40.511    |
| 2015 | 42.634    |

| Jahr | Einwohner |
| ---- | --------- |
| 2020 | 44.236    |
| 2021 | 44.280    |
| 2022 | 44.637    |
| 2023 | 44.839    |
| 2024 | 45.720    |

Gebietsstand des jeweiligen Jahres, Einwohnerzahl: Stand 31. Dezember (ab 1991), ab 2011 auf Basis des Zensus 2011, ab 2022 auf Basis des Zensus 2022

## Religion
Im Jahr 2011 waren 7.702 oder 19,1 % der Einwohner evangelisch und 2714 oder 6,7 % römisch-katholisch. 74,1 % waren konfessionslos, gehörten einer anderen Religionsgemeinschaft an oder machten keine Angabe. Trotz Bevölkerungswachstum ist durch Kirchenaustritte und Todesfälle der Anteil der evangelischen Christen auf 7.250 (15,9 %) weiter zurückgegangen, im Gegensatz zu dem der katholischen, der bis 2020 auf 3.090 (6,8 %) stieg.

## Politik

### Stadtverordnetenversammlung
Die Stadtverordnetenversammlung von Falkensee besteht aus 36 Mitgliedern und dem hauptamtlichen Bürgermeister. Die Kommunalwahl am 9. Juni 2024 führte bei einer Wahlbeteiligung von 66,0 % zu folgendem Ergebnis:
| Partei / Wählergruppe | Stimmenanteil 2019 | Sitze 2019 |        | Stimmenanteil 2024 | Sitze 2024 |
| --- | ------------------ | ---------- | ------ | ------------------ | ---------- |
| CDU | 20,7 %             | 8          | 26,0 % | 9                  |            |
| AfD | 13,5 %             | 5          | 18,9 % | 7                  |            |
| SPD | 17,2 %             | 6          | 16,4 % | 6                  |            |
| Bündnis 90/Die Grünen | 22,0 %             | 8          | 15,7 % | 6                  |            |
| Die Linke | 08,7 %             | 3          | 05,9 % | 2                  |            |
| Freie Wähler Falkensee | 05,0 %             | 2          | 05,5 % | 2                  |            |
| wir-für-falkensee (wff) | –                  | –          | 05,2 % | 2                  |            |
| FDP | 05,6 %             | 2          | 04,0 % | 1                  |            |
| Piraten–Die PARTEI der Sorben–Wählergruppe Tierschutz–Wählergruppe HipHop                                                                              | –                  | –          | 01,5 % | 1                  |            |
| Die PARTEI | –                  | –          | 00,6 % | –                  |            |
| dieBasis | –                  | –          | 00,3 % | –                  |            |
| Wähler*innengruppe Jugend für I.R.G.E.N.D.W.A.S. | 03,6 %             | 1          | –      | –                  |            |
| Die PARTEI–Piraten–Die PARTEI der Sorben–Wählergruppe Tierschutz–Wählergruppe Soziales Havelland–Wählergruppe Bürgerfreundlichkeit–Wählergruppe HipHop | 03,6 %             | 1          | –      | –                  |            |
| Insgesamt | 100 %              | 36         | 100 %  | 36                 |            |

### Bürgermeister
- 1989–1990: Carsten Schulz[18][19][20]

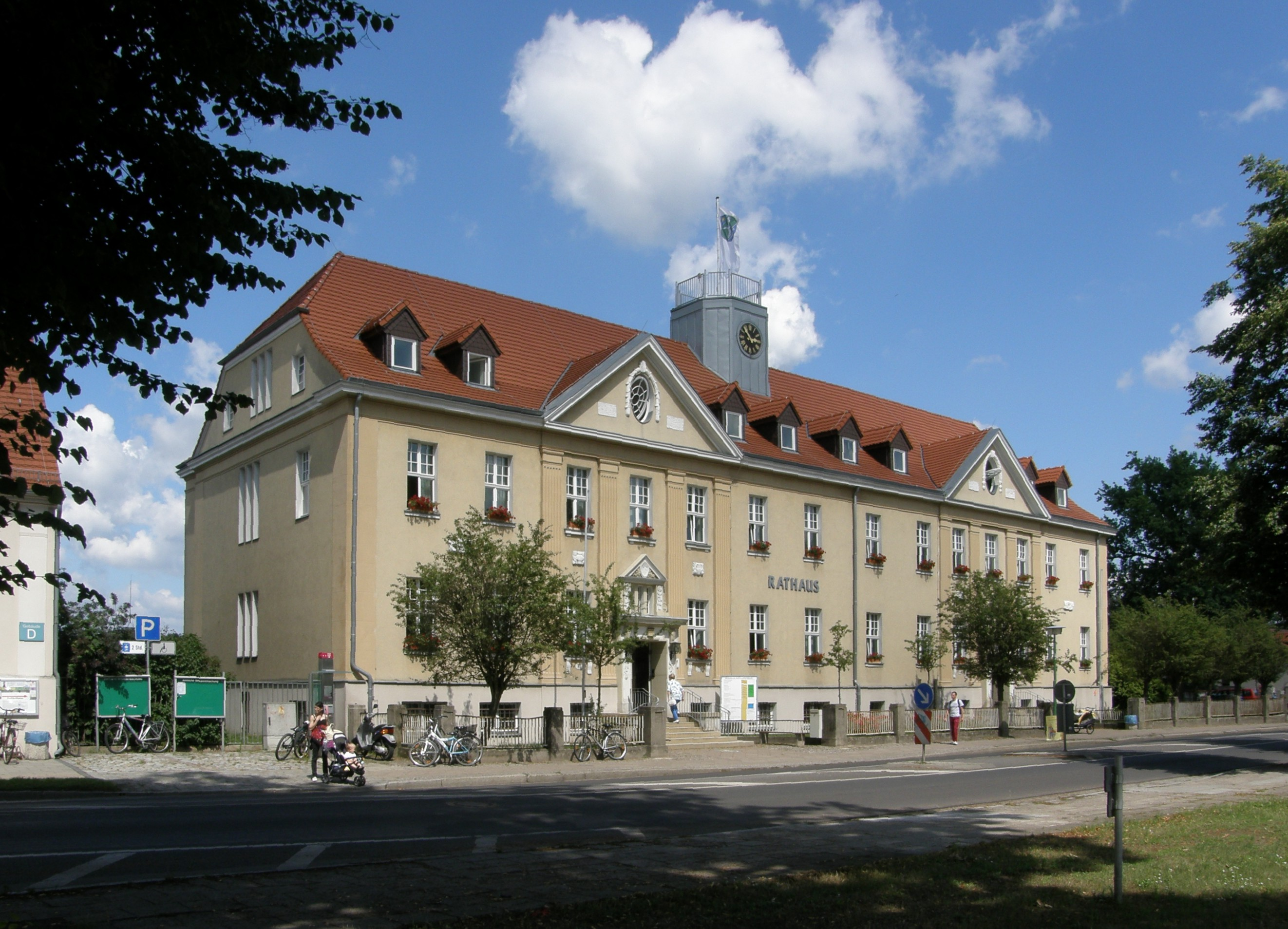
Rathaus Falkensee

- Mai 1990–Oktober 2007: Jürgen Bigalke (SPD)
- November 2007–Oktober 2023: Heiko Müller (SPD)
- seit November 2023: Heiko Richter (parteilos)

Müller setzte sich in der Bürgermeisterstichwahl vom 11. Oktober 2015 gegen seine Mitbewerberin Barbara Richstein (CDU) mit 51,3 % der gültigen Stimmen durch und wurde damit in seinem Amt bestätigt.
In der Bürgermeisterstichwahl am 2. Juli 2023 wurde Heiko Richter mit 57,8 % der gültigen Stimmen zu Müllers Nachfolger gewählt. Seine Amtszeit beträgt acht Jahre.

### Beiräte
Die Stadtverordnetenversammlung begleiten drei gewählte Beiräte, die verschiedene Interessensgruppen der Stadt vertreten: der Seniorenbeirat, der Beirat für die Teilhabe von Menschen mit Behinderung und der Jugendbeirat.

### Wappen
| Wappen von Falkensee | Blasonierung: „In Blau ein von silbernen Leisten begleiteter breiter grüner Schräglinksbalken, vorn oben eine aufgehende, ungebildete zwölfstrahlige goldene Sonne, im Balken ein linksgewendeter fliegender silberner Falke, hinten unten ein gestürzter silberner Fisch.“ |
| Wappen von Falkensee | Wappenbegründung: Das Wappen von Falkensee ging aus früheren Siegeldarstellungen hervor, die einen stürzenden Falken und Wasser zeigten. Das 1970 von einem Gebrauchsgrafiker gestaltete Wappen hat diese auf den Namen der Stadt hinweisende Hauptfigur beibehalten. Die Farben des Schildes und die Sonne symbolisieren den gesunden, naturverbundenen Lebensraum der Waldstadt Falkensee. Das Wappen wurde am 9. Februar 1994 durch das Ministerium des Innern genehmigt. |

### Flagge und Dienstsiegel
Die Flagge ist weiß und mittig mit dem Falkenseer Stadtwappen belegt.
Das Dienstsiegel zeigt das Wappen der Stadt mit der Umschrift: „STADT FALKENSEE • LANDKREIS HAVELLAND“.

## Sehenswürdigkeiten und Kultur (Auswahl)

### Bau- bzw. Kulturdenkmale
Die Denkmaldatenbank des Landes Brandenburg enthält für Falkensee 25 denkmalgeschützte Objekte, siehe
Das Rathaus Falkensee am ehemaligen Dorfanger wurde 1918 als Verwaltungssitz durch den damaligen Gemeindevorsteher Ernst Freimuth eingeweiht. Nach stetiger Erweiterung steht es seit den späten 1990er Jahren unter Denkmalschutz.

### Kirchen
Der Ort verfügt über folgende Gotteshäuser:
- Evangelische Dorfkirche Falkenhagen (Kirchstraße Ecke Freimuthstraße) aus dem 17. Jahrhundert
- Evangelische Dorfkirche Seegefeld (Bahnhofstraße 51) aus dem 13. Jahrhundert, 1781 baulich erweitert
- Evangelische Dorfkirche Finkenkrug (Pfarrer-Voigt-Platz 1) aus dem beginnenden 20. Jahrhundert
- Römisch-katholische Kirche St. Konrad von Parzham (Tiefer Grund / Ecke Ringpromenade), 1934 geweiht, 2010 nach Entwürfen der Falkenseer Architekten David und Benjamin Seidl um ein Gemeindeensemble baulich erweitert. Die benötigten Gelder stellte die Kirchengemeinde durch den Verkauf kircheneigener Grundstücke in Falkensee und Schönwalde selbst bereit.[27]
- Kirche der Neuapostolischen Kirche (Slabystraße 10)[28]

Aufgrund des starken Anwachsens der Stadt Falkensee wurden nach dem Jahr 2000 zwei Kirchen neu gebaut und eingeweiht:
- 2001 Kirche der Evangelisch-Freikirchlichen Gemeinde (Scharenbergstraße 1–3), 1929 errichtet, durch einen Neubau erweitert
- 2008 Evangelische Heilig-Geist-Kirche in Falkenhöh, als Bartning-Notkirche seit dem Ende des Zweiten Weltkriegs in einer Baracke (Brahmsallee 41) untergebracht.[29]

Geschichtsdenkmale

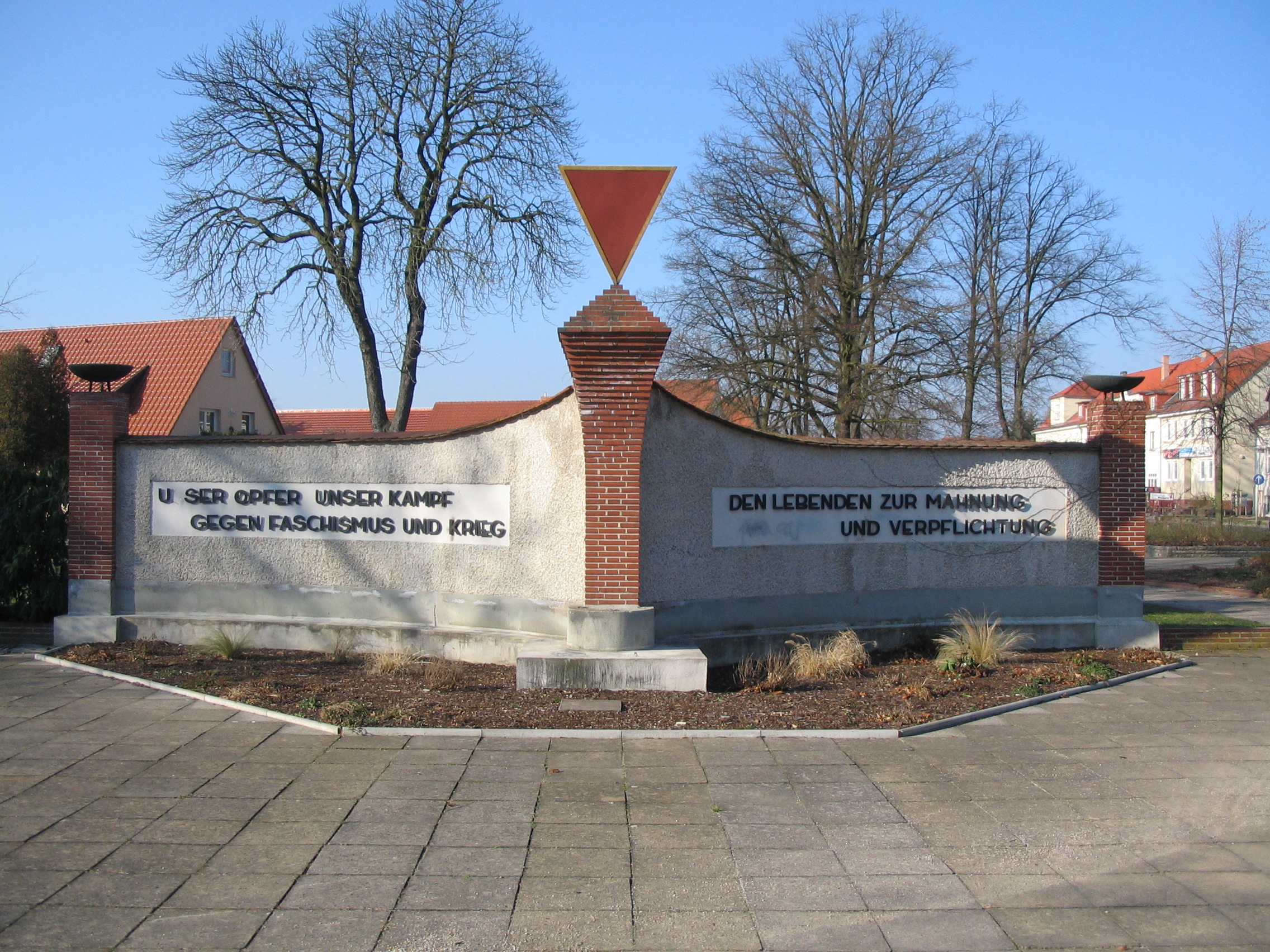
Denkmal für die Opfer des Faschismus auf dem Rathausplatz

- Kriegerdenkmale verschiedener Kriege in Falkenhagen, Seegefeld und Finkenkrug
- Geschichtspark auf dem Gelände des ehemaligen KZ-Außenlagers Staaken-Falkensee des KZ Sachsenhausen
- Gedenkstein für 61 umgekommene Zwangsarbeiter aus mehreren Ländern auf dem Kremmener Friedhof an der Veltener Straße
- Denkmal für die Opfer des Faschismus auf dem Rathausplatz an der Kurzen Straße
- Erinnerungsstein deutsche Teilung (1994); am 3. Oktober 1994 wurde südlich der Spandauer Straße, genau auf der Grenzlinie zu Spandau, ein Findling als Erinnerung an die langen Jahre der deutschen Teilung aufgestellt. Der vier Tonnen schwere Findling war vom Spandauer Steinmetzmeister Karlheinz Schafhausen gestaltet worden.(52° 33′ 16,8″ N, 13° 8′ 49,6″ O)
- Gedenktafel am sowie ein Stolperstein vor dem Wohnhaus der jüdischen Lyrikerin Gertrud Kolmar in der Feuerbachstraße im Ortsteil Finkenkrug, die ihr Haus verkaufen musste und von Berlin nach Auschwitz deportiert wurde, wo sie ums Leben kam.
- Liste der Stolpersteine in Falkensee

### Kultur
- Jugendzentrum Creatives Zentrum – Haus am Anger am Dorfanger, es bietet bildende und künstlerische Kurse an. Vor der Wende diente das Gebäude als Pionierhaus. In der Kantstraße gibt es einen Ableger.
- Museum und Galerie Falkensee in der Falkenhagener Straße
- Stadtbibliothek, verfügt über einen Bestand von mehr als 30.000 Medien[30]
- Kulturhaus Johannes R. Becher
- Bürgerhaus Finkenkrug, hier spielt seit 2010 das Kleine Theater Falkensee[31]

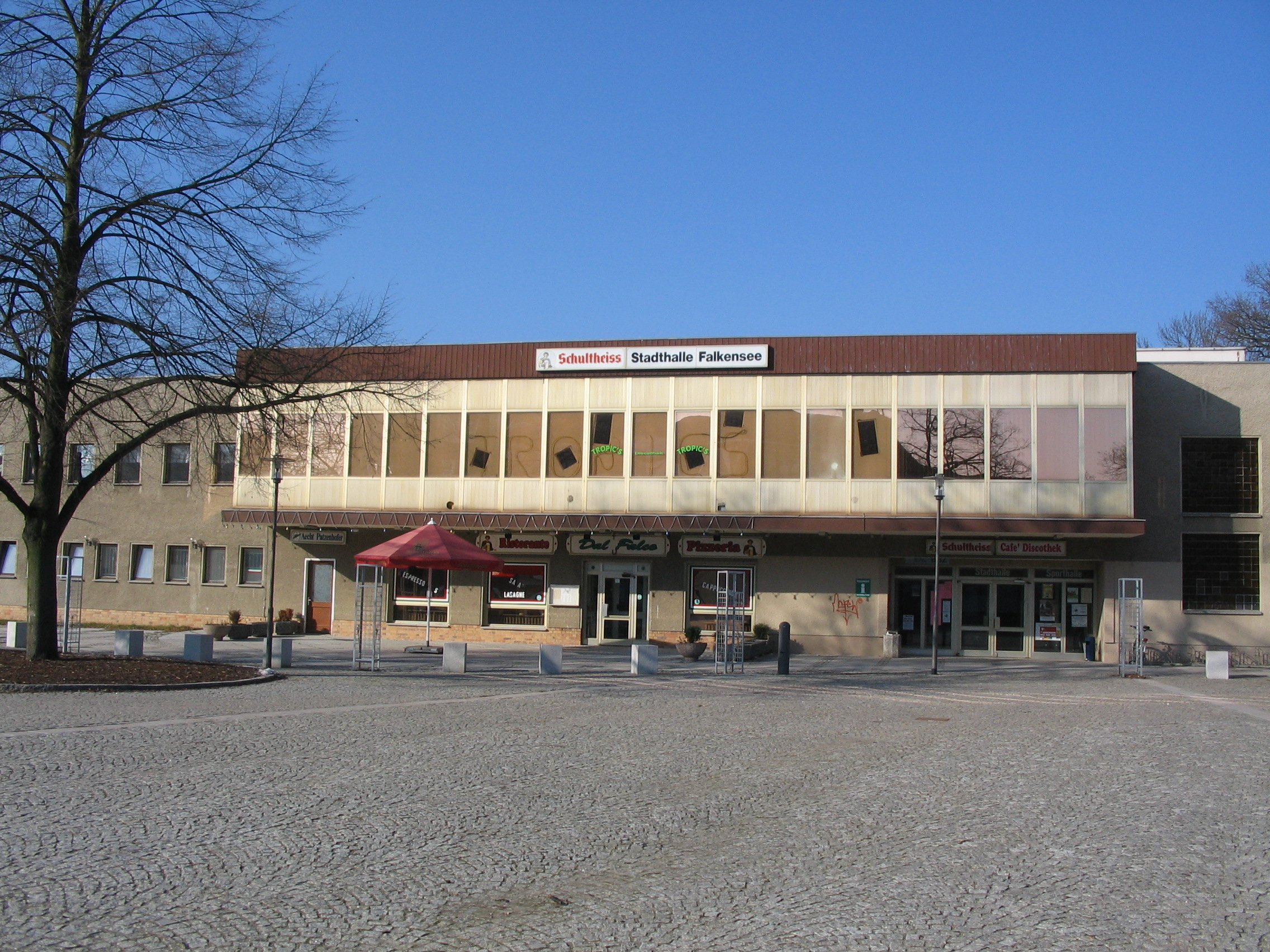
Die Alte Stadthalle stand seit 2021 unter Denkmalschutz. Nach kontroverser Diskussion erfolgt der Abriss aufgrund der ministeriellen Entscheidung aus 2022.

- Stadthalle

Unter diesem Begriff gab es im Ort zwischen 2016 und 2023 zwei Einrichtungen: die Alte Stadthalle (siehe Bild) und die Neue Stadthalle, die wegen ihrer Zweiteilung für Kultur- und Sportnutzung auch Zwillingshalle heißt und im April 2016 eingeweiht wurde (Adresse: Scharenbergstraße 15). Durch die klare bauliche Trennung können gleichzeitig Sport- und Kulturveranstaltungen stattfinden, durch ihre Verbindung über das großflächige Foyer ist das Bauwerk auch für Messen, Ausstellungen oder Kongresse geeignet. Insgesamt steht eine Kapazität von bis zu 1200 Plätzen zur Verfügung.
Der Abriss der alten Stadthalle fand im Januar und Februar 2023 statt.

### Regelmäßige Veranstaltungen
- Seit 1999 finden die Falkenseer Musiktage statt. An jeweils wechselnden Orten wie in den Kirchen der Stadt, im Rathaussitzungssaal oder vor dem Haus am Anger treten verschiedene Gesangsgruppen oder Orchester auf.
- Wanderausstellungen im Museum, bspw. Elemente - Feuer, Wasser Erde - geformt von Katarina Monien und gemalt von Bernd Martin[34]
- Sommercamp des Sportvereins Eintracht Falkensee e. V., seit dem Jahr 2013, Fußball und Freizeit[34]
- In der Buchhandlung am Bahnhof (Kapitel 8) gibt es regelmäßig den Falkenseer Poesiesommer, das sind Lesungen und Gesprächsrunden zu Musik und Büchern.[34]
- Das Tierheim Falkensee veranstaltet jährlich ein Sommerfest.[35]
- Im Jahr 2010 wurde die Sommerkinonacht, eine Open-Air-Veranstaltung auf der Festwiese am Gutspark, etabliert.[36]

Darüber hinaus laden mehrere Bezirksverordnete regelmäßig zu Sommertreffs ihrer Partei.

## Verkehr

### Straßenverkehr
Die Bundesstraße B 5, die wichtigste Ausfallstraße Berlins in westlicher Richtung (Heerstraße), verläuft autobahnähnlich ausgebaut südlich an Falkensee vorbei durch Dallgow-Döberitz, die Autobahn A 10 (Westlicher Berliner Ring) durch die westlichen Nachbargemeinden Brieselang und Wustermark. Falkensee wird durch die Anschlussstellen Seeburg/Falkensee, Dallgow/Falkensee und Dallgow-Döberitz auf der Schnellstraße B 5 sowie Falkensee, Brieselang und Berlin-Spandau auf der A 10 erschlossen.
Drei Landesstraßen verlaufen durch Falkensee:
- die L 20 von Birkenwerder und Velten in Richtung Potsdam
- die L 201 entlang der alten Chaussee von der Landesgrenze zu Berlin-Spandau bis Nauen
- die L 202, die westlich außerhalb der Bebauung von der L 201 abzweigt und nach Brieselang und Wustermark führt.

Wegen fehlender Kreisstraßen verbleiben viele innerörtliche Hauptstraßen als unklassifizierte Gemeindestraßen in städtischer Zuständigkeit.

### Öffentlicher Stadtverkehr
Die Buslinien in Falkensee werden von der Havelbus Verkehrsgesellschaft, die Linie X37 von der BVG betrieben. Zu Zeiten mit geringer Nachfrage werden teilweise Linientaxis zum Bustarif eingesetzt. Es verkehren folgende Linien (Stand 2021):
- X37 Falkensee Bahnhof – Falkenhagener Anger – Gartenstadt Falkenhöh – Falkenhagener Feld – Bahnhof Berlin-Spandau – U-Bahnhof Ruhleben
- 604 Falkensee Bahnhof – Havelpark – Potsdam, Campus Jungfernsee – Potsdam Hbf
- 648 Falkensee Bahnhof – Seegefeld – Seegefeld Bahnhof
- 651 Falkensee Bahnhof – Falkenhagener Anger – Falkensee, Damsbrück – Schönwalde – (Hennigsdorf)
- 652 Falkensee Bahnhof – Falkenhöh – Falkenhagener Anger – Falkensee Bahnhof (Ringlinie)
- 653 Falkensee Bahnhof – Falkenhagener Anger – Falkenhain – Finkenkrug Bahnhof – Finkenkrug – Dallgow-Döberitz Bahnhof – Havelpark
- 654 Falkensee Bahnhof – Falkenhagener Anger – Finkenkrug – Finkenkrug West
- 655 Falkensee Bahnhof – Dallgow-Döberitz Bahnhof – Havelpark
- 656 Falkensee Bahnhof – Falkenhagener Anger – Alter Finkenkrug – Brieselang

### Schienen-Regionalverkehr
Falkensee liegt an der Hamburger Bahn, die wesentlichen Einfluss auf die Stadtentwicklung hatte. Auf dieser liegen im Bereich Falkensee vier Stationen:
- Berlin-Albrechtshof, wenige Meter östlich der Stadtgrenze auf Berliner Gebiet. Eröffnet 1943, 1948–61 Grenzbahnhof zwischen DDR und West-Berlin, 1961–93 Endbahnhof für Züge aus Nauen, 1995 Wiedereröffnung in Dammlage.[37]
- Seegefeld, eröffnet 1996 als Seegefeld-Herlitzwerke.[38]
- Falkensee, eröffnet 1848 als Seegefeld, heutiger Name seit 1927, 1951–61 Endstation der S-Bahn, 2009 Abriss und Neubau.[39]
- Finkenkrug, eröffnet 1850/52 für Ausflugsverkehr, seit 1891 regelmäßiger Halt, umgebaut 2009.[40]

Der Bahnhof Falkensee wird von fünf Linien des Regionalverkehrs bedient:
- Regional-Express-Linie RE 2 Nauen – Falkensee – Berlin-Spandau – Berliner Stadtbahn – Königs Wusterhausen – Lübben – Cottbus Hbf
- Regional-Express-Linie RE 6 (Prignitz-Express) Wittenberge – Wittstock (Dosse) – Neuruppin – Hennigsdorf – Falkensee – Berlin-Spandau – Berlin-Charlottenburg
- Regional-Express-Linie RE 8 Wismar – Wittenberge – Nauen – Falkensee – Berlin-Spandau – Berliner Stadtbahn – Flughafen BER
- Regionalbahnlinien RB 10 und  RB 14 Nauen – Falkensee – Berlin-Spandau – Berlin-Jungfernheide – Berlin Hbf – Berlin Südkreuz

Die beiden Regionalbahnlinien halten auch an den übrigen Stationen. Für die südlichen Wohnviertel von Seegefeld und Finkenkrug liegt außerdem der Bahnhof Dallgow-Döberitz auf der Lehrter Bahn nicht weit, wo die Linien RE 4 und RB 21 verkehren. Der nächste Bahnhof mit ICE- und IC-Halt ist Berlin-Spandau, der von allen Bahnhöfen in Falkensee direkt erreichbar ist.
Nach dem Bau der Berliner Mauer am 13. August 1961 war die Stadt vom Verkehr nach Berlin abgekoppelt. Falkensee war nur über den Berliner Außenring mit Halt im 1995 geschlossenen und 2006 abgerissenen Bahnhof Falkenhagen (im Ortsteil Waldheim) aus Berlin zu erreichen. Die Fahrt von Falkensee und Finkenkrug über den Außenring nach Potsdam war von 1961 bis 1995 ebenfalls nur mit Umsteigen an diesem Bahnhof möglich.
Erst am 26. Mai 1995 wurde der Lückenschluss der Fernbahnverbindung Berlin-Hamburg zwischen Albrechtshof und Berlin-Spandau fertiggestellt. Seit Mai 1997 ist der Abschnitt elektrisch betrieben. Zuerst übernahmen Regionalbahn-Züge den Verkehr, seit dem 24. Mai 1998 fahren auch Regionalexpress-Züge als Nahverkehrszüge über Falkensee in die Berliner Innenstadt. Ein Teil der Züge aus Richtung Norden fuhr anstatt über den östlichen Berliner Außenring über Falkensee nach Berlin und stellte damit ein dichtes Zugangebot sicher. Diese Züge verkehren seit Eröffnung des neuen Berlin Hauptbahnhofes im Jahr 2006 von Oranienburg direkt nach Berlin und nicht mehr über Falkensee.

### S-Bahn
Falkensee gehörte seit 1921 zum Berliner Vororttarif. Trotz vieler früherer Pläne wurde Falkensee erst am 14. August 1951 an das Berliner S-Bahn-Netz angeschlossen. Fast genau zehn Jahre danach, mit dem Mauerbau am 13. August 1961, wurde die Verbindung in Albrechtshof unterbrochen, im Oktober stellte die S-Bahn-Verwaltung den anfangs noch verbliebenen Inselbetrieb der S-Bahn bis Falkensee ein.
Die seit 1990 geplante Wiederherstellung der S-Bahn-Verbindung nach Berlin wurde bislang wegen des umstrittenen verkehrlichen Nutzens zurückgestellt. Laut der standardisierten Bewertung würde zwar der volkswirtschaftliche Nutzen die Kosten für eine S-Bahn-Verlängerung von Spandau nach Falkensee und den Bau eines vom übrigen Bahnbetrieb unabhängigen Streckengleises übersteigen, die Reisezeiten würden sich gegenüber der Regionalbahn mit der S-Bahn jedoch verlängern.
Zu den diskutierten Varianten gehören
- der Neubau der S-Bahn bis Nauen, dabei Einstellung der beiden Regionalbahnlinien,
- S-Bahn bis Finkenkrug oder Falkensee, mit (teilweise) Weiterbetrieb der Regionalbahnen,
- eine Express-S-Bahn ohne Halt zwischen Spandau und Westkreuz,
- S-Bahn nur bis Berlin-Albrechtshof, Bedienung von Falkensee und Nauen weiterhin nur mit Regionalbahn.

Je nach Konzept kämen nur etwa 2.000 Fahrgäste pro Tag für die Nutzung infrage. Eine abschließende Entscheidung über den S-Bahn-Bau ist noch nicht in Sicht, und es besteht keine Einigkeit darüber ob, und wenn ja, wie ein Kapazitätsausbau der Hamburger Bahn erfolgen sollte. Ein Beschluss der Stadtverordnetenversammlung von Falkensee, der den S-Bahn-Bau aus den oben genannten Gründen ablehnte, wurde inzwischen wieder aufgehoben (Stand Mai 2023).
Für den Bau von S-Bahn-Gleisen werden auf der Nordseite der Gleise der Hamburger Bahn Flächen freigehalten.

### Luftverkehr
Der Flughafen Berlin Brandenburg liegt am entgegengesetzten Ende des Ballungsraums Berlin und ist von Falkensee aus umsteigefrei stündlich mit dem RE 8 in 60 Minuten erreichbar.
Auf dem Berliner Ring gibt es zwischen der Anschlussstelle Falkensee und dem Dreieck Havelland einen bis heute benutzbaren Autobahn-Behelfsflugplatz für militärische Zwecke. Die zum Abstellen von Kampfflugzeugen vorgesehenen Flächen werden für die Autobahnraststätte Wolfslake genutzt.

## Wirtschaft und Infrastruktur

### Ansässige Unternehmen (Auswahl)
Größtes Unternehmen ist das Logistikzentrum am Bahnhof Seegefeld am Rande des Gewerbegebietes Süd, das aus den ab 1995 hier beheimateten Herlitz-Werken hervorging. Ansonsten ist die Falkenseer Wirtschaft durch viele klein- und mittelständische Unternehmen der Nahversorgung geprägt

### Bildung
In Falkensee gibt es zehn Schulen in öffentlicher Trägerschaft:
- Adolf-Diesterweg-Grundschule
- G. E.-Lessing-Grundschule[43]
- Erich-Kästner-Grundschule[44]
- Geschwister-Scholl-Grundschule[45]
- Europaschule am Gutspark[46]
- Förderschule Am Akazienhof[47]
- Oberschule Falkensee[48]
- Gesamtschule „Immanuel Kant“ mit gymnasialer Oberstufe[49]
- Lise-Meitner-Gymnasium
- Vicco-von-Bülow-Gymnasium

### Medien
In Falkensee sind die Lokalredaktionen der Tageszeitung (MAZ - Der Havelländer) und des Brandenburger Wochenblatts (BraWo) beheimatet. Daneben gibt es eine Vielzahl von kleinen Anzeigenblättern. Im Ortsteil Waldheim befindet sich zudem der Redaktionssitz des rechtsextremen Compact-Magazins im Wohnhaus des Chefredakteurs Jürgen Elsässer.

### Sport (Auswahl)
In Falkensee sind 21 Sportvereine in den verschiedensten Sportarten registriert.
Ältester Sportverein ist der SV Falkensee-Finkenkrug, der 1913 gegründet wurde. Seine Fußballmannschaft spielt seit der Saison 2010/11 in der Brandenburg-Liga.
Der TSV Falkensee bietet ein breites Sportprogramm: Babysport, Familien- und Freizeitsport, Gesundheits- und Rehasport, Hockey, Ringen, Tanzen, Turnen, Cheerleading, Akrobatik, Leichtathletik, Ball- und Rollsport.
Weitere ansässige Sportvereine sind SV Blau-Gelb Falkensee und Eintracht Falkensee, wobei Letzterer aus einer Abspaltung vom SV Blau-Gelb Falkensee hervorging.
Die Stadt Falkensee erhielt 2016 von der Stiftung Lebendige Stadt den Titel Integrierende Sportstadt.

## Persönlichkeiten (Auswahl)

### Söhne und Töchter der Stadt
- Heinz Krüger (1919–1980), Fotograf und Bildreporter
- Lutz Köhlert (1927–2012), Regisseur, Hochschullehrer
- Hermann Lüddecke (1938–2024), Architekt und Maler
- Klaus Bednarz (1942–2015), Journalist
- Manfred Koslowski (1942–2008), Politiker (CDU)
- Wolfram Ax (1944–2020), Altphilologe
- Norbert Rohde (* 1950), Buchautor
- Klaus Schulze (1952–1972), Todesopfer an der Berliner Mauer
- Wilfried Schulz (* 1952), Theaterintendant
- Nils-Peter Skoruppa (* 1953), Mathematiker
- Dan Lucas (eigentlich: Lutz Salzwedel, * 1954), Rocksänger und -gitarrist
- Dietmar Meyer (* 1954), Ökonom und Hochschullehrer
- Ingo Voge (* 1958), Bobsportler
- Katarina Witt (* 1965), Eiskunstläuferin

### Mit Falkensee verbundene Persönlichkeiten
- Bruno Borchardt (1859–1939), Politiker und Schriftsteller, lebte bis zu seinem Tod in Falkensee
- Felix Jacoby (1876–1959), klassischer Philologe, wohnte einige Zeit in Finkenkrug
- Arthur Ungnad (1879–1945), Altorientalist, lebte in Falkensee
- Simeon Nalbandian (1883–1964), Maler, lebte ab 1944 in Falkensee
- Oskar Sander (1885–1944), Gemeinderat in Falkensee, Opfer des Nationalsozialismus
- Hans Zank (1889–1967), Maler und Grafiker, lebte ab 1945 in Falkensee
- Friedrich Schumann (1893–1921) als „Massenmörder vom Falkenhagener See“ bekannt
- Gertrud Kolmar (1894–1943), Lyrikerin, lebte in Finkenkrug
- Willi Gericke  (1895–1970), Maler und Grafiker, lebte ab 1945 in Falkensee
- Bernhard Zessin (1900–1983), kommunistischer Gewerkschaftsfunktionär und Widerstandskämpfer, lebte in Falkensee
- René Schwachhofer (1904–1970), lebte in Falkensee
- Kurt Magritz (1909–1992), Grafiker und Architekt, lebte ab 1970 in Falkensee
- Hannjo Hasse (1921–1983), DEFA-Schauspieler, lebte in Falkensee[54]
- Wassili Stalin (1921–1962), Flieger, Sohn Stalins, 1945–1947 in Falkensee stationiert
- Karl-Heinz Heimann (1924–2010), Sportjournalist, wuchs in Falkensee auf
- Erhard Stenzel (1925–2021), galt als letzter lebender deutscher Kämpfer der Résistance, lebte in Falkensee
- Karl-Heinz Jakobs (1929–2015), Schriftsteller, bis 1981 ansässig
- Carlos Rasch (1932–2021), Science-Fiction-Autor, lebte in Falkensee
- Ralf Petersen (1938–2018), Schlagerkomponist, lebte von 1945 bis 1962 in Falkensee
- Norman Ascot (* 1941), Sänger und Musikproduzent („The Teens“), lebt in Falkensee
- Heide Gauert (* 1942), Dokumentarfilm-Regisseurin, lebt in Falkensee
- Monika Gabriel (1943–2007), Schauspielerin, Synchronsprecherin, wuchs in Falkensee auf
- Jürgen Walter (* 1943), Chansonsänger, Produzent, lebt in Falkensee
- Inge Viett (1944–2022), lebte in Falkensee
- Luise Horwath (* 1952), Malerin, lebt in Falkensee
- Désirée Nick (* 1956), Schauspielerin, lebt in Falkensee
- Ursula Nonnemacher (* 1957), Politikerin (Bündnis 90/Die Grünen), lebt in Falkensee
- Heiko Müller (* 1959), Bürgermeister der Stadt 2007 bis 2023
- Frank Röth (* 1959), Schauspieler und Synchronsprecher, lebt in Falkensee[55]
- Barbara Richstein (* 1965), Politikerin (CDU), ehemalige brandenburgische Justizministerin, Landtagsabgeordnete und Vorsitzende der Stadtverordnetenversammlung Falkensee
- Jörg Heinrich (* 1969), Fußballspieler, arbeitete 2017 als Trainer beim SV Falkensee-Finkenkrug und lebt in Falkensee
- Michael Hartmann (* 1974), Fußballspieler, lebt in Falkensee
- Sabrina Schepmann (* 1981), Miss Deutschland 2000, lebte in Falkensee
- Ronald Rauhe (* 1981), Kanute, Olympiasieger 2004, lebt in Falkensee
- Maximilian Mittelstädt (* 1997), Fußballspieler, wuchs in Falkensee auf

## Sonstiges
Am 20. Mai 2000 fand in Falkensee das weltweit größte Klassentreffen mit 4.578 Teilnehmern statt. Der Rekord ist im Guinnessbuch der Rekorde 2002 verzeichnet.
Im Juni 2019 veranstaltete das Regenbogencafé Falkensee den ersten CSD in Falkensee mit über 1500 Teilnehmern und war damit in diesem Jahr die kleinste Kommune in Deutschland mit einem eigenen CSD.